# Principatul lui Pribina și Koțel

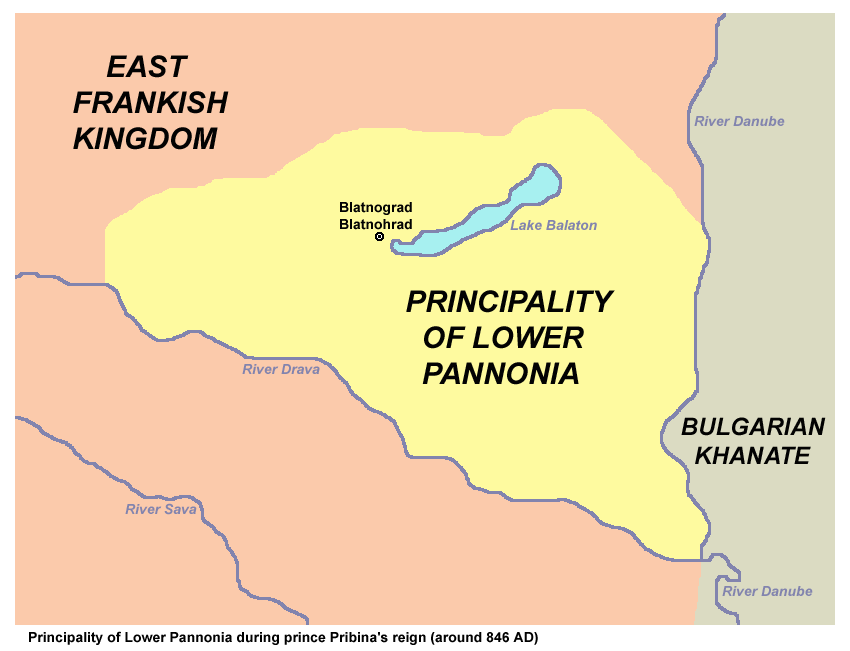
Principatul lui Pribina și Koțel

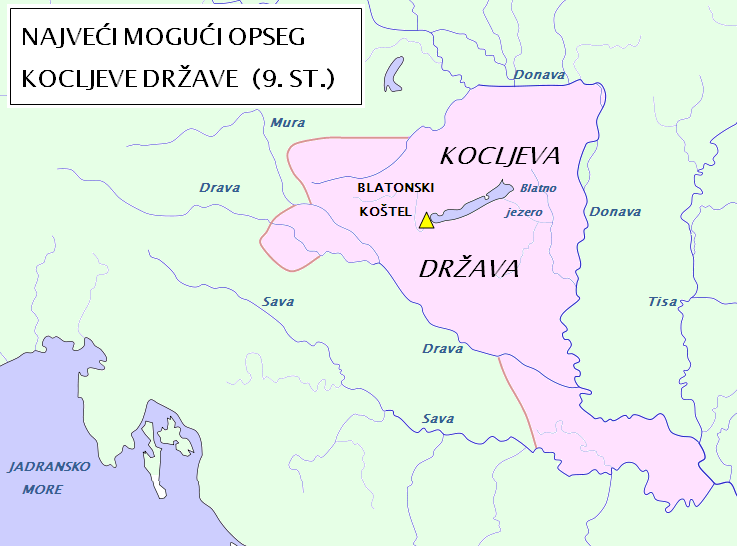

Principatul lui Pribina și Koțel (după numele conducătorilor săi), numit și Principatul Balatonului, Principatul Panonian sau Principatul Transdanubian, a fost, între 839/840 și 876, un principat slav localizat în partea de vest a actualei Ungarii, în fosta Panonie antică, inițial așezat între râurile Rába și Balaton și Budapesta modernă, apoi extins între fluviul Dunăre la est, râul Drava la sud, zona orașului Graz la vest, și Klosterneuburg (în maghiară : Kőszeg) spre nord.

## Nume
Principatul Balatonului (în slovacă Blatenské kniežatstvo, în bulgară Blatensko Knezevstvo) este un nume modern folosit de istoricii slovaci, sloveni, croați și sârbi. Istoriografia europeană folosește denumirea de « Principatul lui Pribina și Koțel » conformă scrierilor contemporane cu acest stat. Balaton este numele maghiar al unui lac din actuala Ungarie, al cărui toponim inițial este slav : Blatno - „mlaștină”.

## Părți din principat
- Comitatul Balaton - în ziua de azi Veszprém între și râul Drava și comitatul Ptuj
- Comitatul Ptuj (azi în Slovenia)
- Comitatul Dudlebia - între Graz și Blatnohrad (Zalavár)

## Istorie
Într-o vreme când slavii Carantani nu erau încă diferențiați între Slovaci, Sloveni, Croați și alții, principatul a fost întemeiat de către cneazul Pribina venit din Moravia Mare în anul 847. I-a succedat fiul său, cneazul Koțel. Francii au cucerit principatul, transformându-l într-un marchizat, în 876. În 896 a fost definitiv cucerit de maghiari, iar populația slavă a fost treptat maghiarizată.

## Sursa
- Hans-Erich Stier (dir.): « Westermann Grosser Atlas zur Weltgeschichte », 1985, ISBN 3-14-100919-8, p. 59.